# آزمون باربد
آزمون باربد نام یک مسابقه در رشته‌های مختلف موسیقی ایرانی بوده‌است که در سال ۱۳۵۶ توسط سازمان رادیو تلویزیون ملی ایران پایه‌گذاری شد.

## تاریخچه
آزمون موسیقی باربد (کنکور موسیقی سنتی ایران) در سال ۱۳۵۶ به ابتکار «نورعلی برومند» و توسط سازمان رادیو تلویزیون ملی ایران به منظور شناسایی و رشد استعدادهای موسیقی جوانان ایرانی، پایه‌گذاری شد و قرار بود هر سال به کار خود ادامه دهد که پس از انقلاب سال ۱۳۵۷ ایران، متوقف شد. نخستین آزمون باربد از ۱ تا ۱۰ تیر سال ۲۵۳۶ شاهنشاهی، برابر با ۱ تا ۱۰ سال ۱۳۵۶ ه‍. خ در تهران آغاز شد. این آزمون در رشته‌های نوازندگی تار، سه‌تار، سنتور، کمانچه، نی، ویلن و آواز برگزار گردید و موضوع نخستین آزمون، دستگاه ماهور انتخاب شده بود.
در سال ۱۳۹۴ بخش «جایزه باربد» به جشنواره موسیقی فجر افزوده شد و در سال ۱۳۹۷ این بخش از جشنواره فجر حذف شد. این جایزه مجددا در سال در سی و ششمین دوره در سال  ۱۳۹۹ به جشنواره موسیقی فجر برگشت.

## هیئت داوران
مسئولان و داوران نخستین آزمون باربد عبارت بودند از:
نورعلی برومند
مهدی برکشلی
داریوش صفوت
مهدی فروغ
علی تجویدی
جلال تاج اصفهانی
علی‌اکبر شهنازی

## برگزیدگان
برخی از برگزیدگان آزمون موسیقی باربد عبارتند از:

### نخستین آزمون باربد (۱۳۵۶)
- پرویز مشکاتیان[۵] و پشنگ کامکار[۶]٬ مقام نخست در رشتهٔ سنتور نوازی
- پرویز مشکاتیان و داریوش طلایی٬ مقام ممتاز در رشتهٔ ردیف‌نوازی[۵][۷]
- محمدعلی کیانی‌نژاد٬ مقام نخست در رشتهٔ نی نوازی[۸]
- علی‌اکبر شکارچی٬ مقام نخست در رشتهٔ کمانچه نوازی[۹]
- شهرام ناظری٬ مقام نخست در رشتهٔ آواز[۱۰][۱۱]
- ایرج بسطامی، مقام دوم در رشتهٔ آواز[۱۲][۱۳]
- محسن کرامتی٬ از نفرات برگزیدهٔ رشتهٔ آواز[۱۴]

### دومین آزمون باربد (۱۳۵۷)
- ژان دورینگ٬ مقام نخست در رشتهٔ سه‌تار نوازی[۱۵]

- علی اصغر شاه زیدی[۱۶] و علیرضا افتخاری[۱۷] مقام نخست در رشتهٔ آواز[۱۸][الف]

## یادداشت
1. ↑  بهمن بوستان در مجلهٔ مقام موسیقایی، با بیان خاطره‌ای، علی‌اصغر شاه‌زیدی را نفر اول و علیرضا افتخاری را نفر دوم دانسته و این‌چنین نگاشته‌است: «در آن آزمون با رأی داوران آقای شاه‌زیدی نفر اول و آقای افتخاری نفر دوم شدند»[۱۹]